# LALR
LALR(Look-Ahead LR)은 구문 분석 방식의 한 종류이며 선행 예측(Lookahead) LR 파서의 특별 버전이다. 단순 LR 파서(Simple LR, SLR) 구문 분석기보다 더 많은 문맥 문법을 다룰 수 있다. 구문 분석을 위한 테이블(table, 사양)이 간단하여 많은 구문 문법을 처리할 수 있으므로 가장 일반적인 구문 분석 방식으로 사용하고 있다. yacc나 bison과 같은 컴파일러 컴파일러와 같은 소프트웨어가 이 방식을 이용하여 처리하고 있다.
단순 LR 방식과 마찬가지로, LALR은 LR(0)의 구문 분석 테이블을 사용한다. 단순 LR 방식은 Follow 집합을 사용해 reducing하는 반면, LALR 방식은 선행 예측 집합(Lookahead set)을 사용한다.

## 참고 문헌
- Alfred V. Aho, Ravi Sethi, and Jeffrey D. Ullman. Compilers: Principles, Techniques, and Tools. Addison--Wesley, 1986. (LALR(1) 구문 분석기의 제작에 관한 기존 기법의 해설)
- Frank DeRemer and Thomas Pennello. Efficient Computation of LALR(1) Look-Ahead Sets. ACM Transactions on Programming Languages and Systems(TOPLAS) 4:4, pp. 615 649. 1982. (보다 효율적인 LALR(1) 구문 분석기 구축 기법의 설명)
- Richard Bornat Understanding and Writing Compilers, Macmillan, 1979. (구문 분석과 구문 분석 테이블등의 기본 원리 해설)

## 같이 보기
- yacc
- bison
- ANTLR
- LALR 구문 분석기